# (3006) Ливадия
(3006) Ливадия (лат. Livadia) — типичный астероид главного пояса, открыт 24 сентября 1979 года советским астрономом Николаем Черных в Крымской астрофизической обсерватории и 2 июля 1985 года назван в честь посёлка Ливадии.

## Обнаружение и именование
(3006) Ливадия
Открыт 24 сентября 1979 года в Научном Н. С. Черных.
Назван в честь пригорода крымского города Ялта (смотрите цитату для малой планеты (1475)).
Оригинальный текст (англ.)3006 Livadia
Discovered 1979-09-24 by Chernykh, N. at Nauchnyj.
Named for a suburb of the Crimean city of Yalta {see planet (1475)}.
Источники: DISCOVERY.DB; M.P.C. 9769.

## Орбита

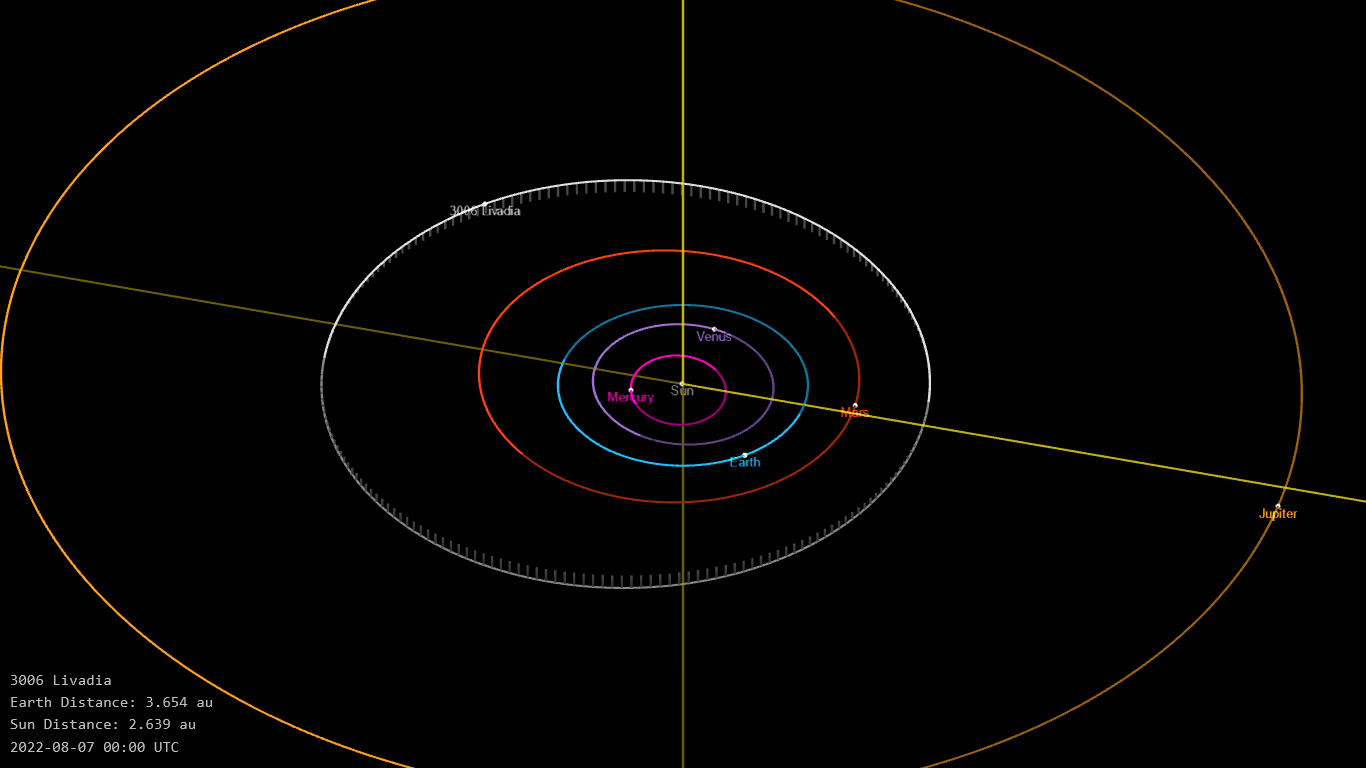
Орбита астероида Ливадия и его положение в Солнечной системе

## Физические характеристики
Астероид относится к таксономическому классу X.
По результатам наблюдений в инфракрасном диапазоне спутника Akari и наблюдений в видимом и ближнем инфракрасном диапазоне космического телескопа NEOWISE диаметр астероида сначала оценивался равным 9,08±0,73 км, позже — 8,335±1,650 км, 9,380±2,082 км, 7,01±1,68 км и 9,37±2,72 км, 9,36±3,43 км. Согласно тем же источникам альбедо оценивается как 0,056±0,010, 0,070±0,036, 0,0460±0,0368, 0,056±0,030 и 0,039±0,026, 0,046±0,052.